# Klaus Bonhoeffer
Klaus Hans Martin Bonhoeffer (Breslau, 5 januari 1901 - Berlijn, 23 april 1945) was een Duitse advocaat en betrokken bij de aanslag op Hitler op 20 juli 1944.

## Kinder- en jeugdtijd

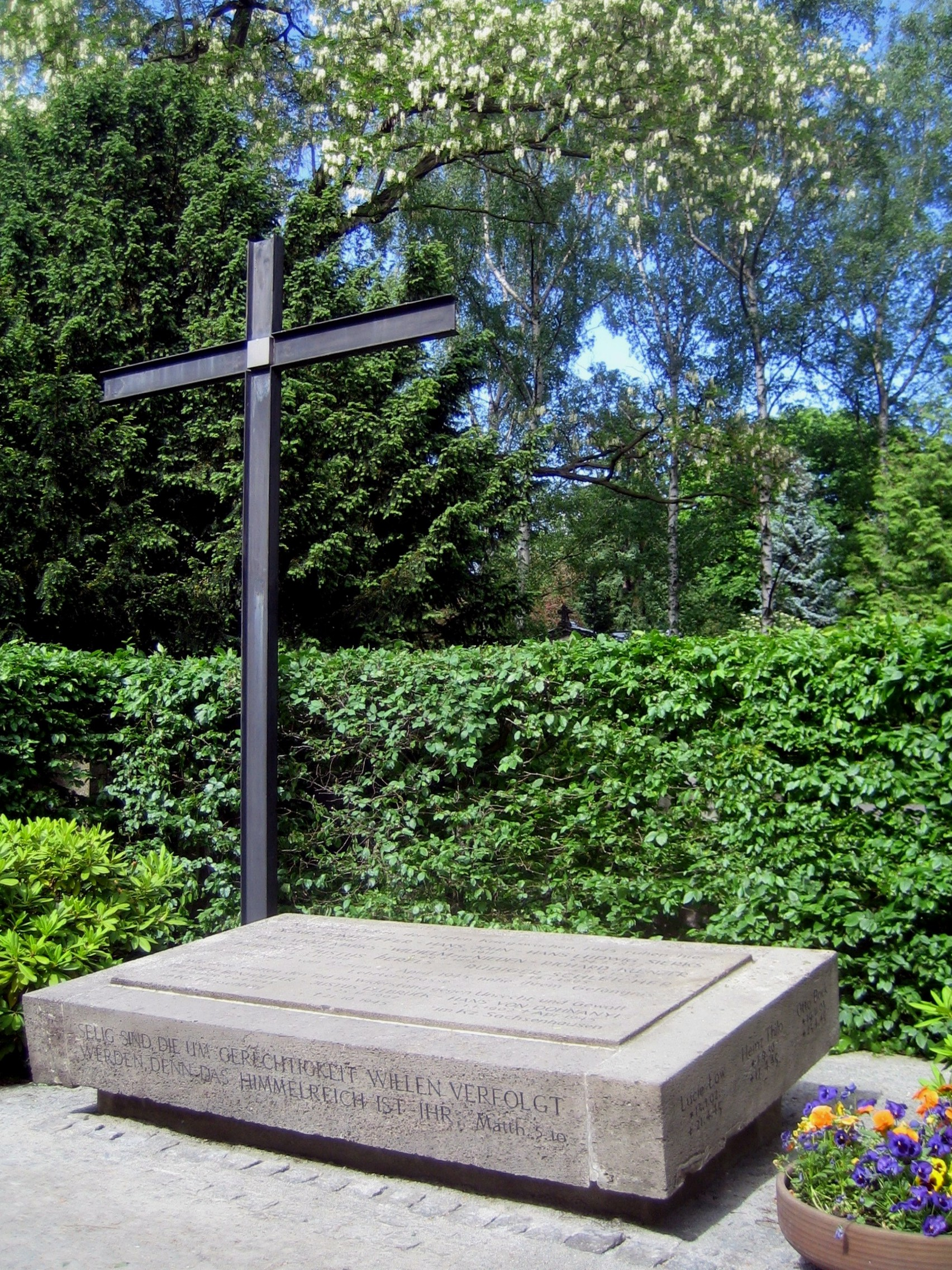
Graf van Klaus Bonhoeffer en anderen op de Dorotheenstadt-begraafplaats in Berlijn (2008)

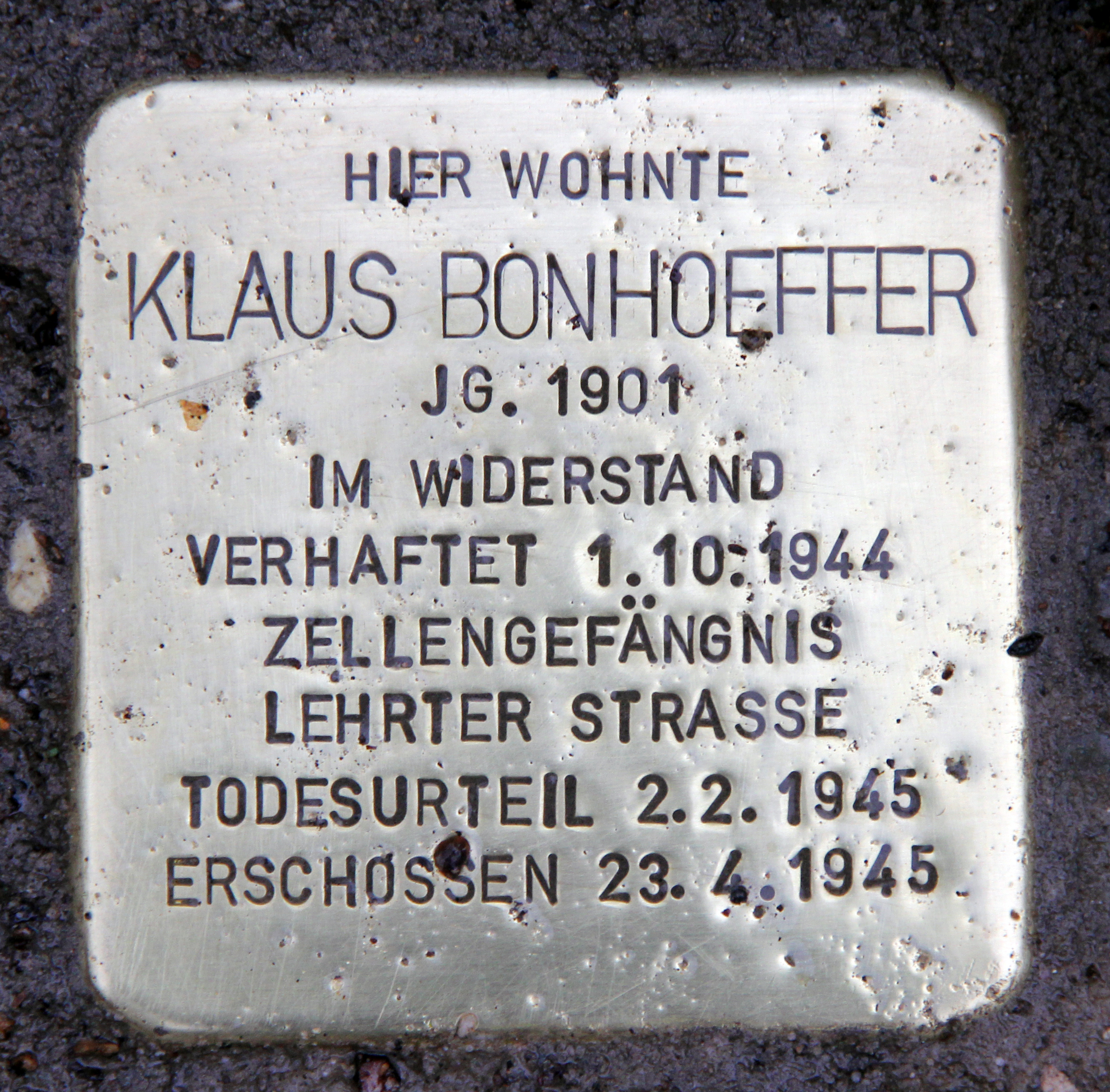
Struikelsteen bij het huis, Alte Allee 9-11, in Berlijn-Westend

Klaus Bonhoeffer was een zoon van Karl Bonhoeffer (hoogleraar psychiatrie en neurologie) en zijn vrouw Paula (von Hase). Hij was de derde in een gezin van 8 kinderen. Samen met zijn jongere broer Dietrich Bonhoeffer en zijn toekomstige zwager Hans von Dohnányi bezocht hij het Grunewald-Gymnasium in Berlijn. Daarna studeerde hij rechten in Heidelberg. Hij studeerde samen met zijn beste vriend en buurman Justus Delbrück. Bonhoeffer promoveerde op zijn proefschrift "De ondernemingsraad als orgaan van de arbeiderscoöperatie" (Die Betriebsräte als Organ der Betriebsgenossenschaft). Hij ging verder studeren in Berlijn, Genève en Amsterdam. Daarna ging hij aan de slag als advocaat in Berlijn en als juridisch adviseur van Lufthansa.
Op 3 september 1930 trouwde hij met Emmi Delbrück, de dochter van Hans Delbrück, en de zus van zijn goede vriend Justus en broer van Max Delbrück.

## Verzet tegen de nazi's
Vanaf 1940 legde Klaus Bonhoeffer contacten met verschillende verzetsgroepen tegen het naziregime. Via zijn broer Dietrich had hij contact met het kerkelijk verzet en via zijn zwagers Justus Delbrück, Hans von Dohnanyi en Rüdiger Schleicher had hij talrijke contacten met het militaire verzet tegen Hitler, vooral met de kring rond Wilhelm Canaris in het kantoor voor Buitenlandse Zaken/Contra-inlichtingendienst van het opperbevel van de Wehrmacht. Via een neef van zijn vrouw, Ernst von Harnack, had Bonhoeffer ook banden met het sociaaldemocratische verzet. Door Klaus Bonhoeffer kwam zijn collega Otto John, die later de eerste president van het Grondwettelijke Hof in Karlsruhe werd, bij het verzet. Als juridisch adviseur van de Lufthansa had hij veel reismogelijkheden die gebruikte hij dan ook voor het verzet. 
Hij was betrokken bij het plan om Hitler op 20 juli 1944 te vermoorden en de regering omver te werpen. Naar aanleiding daarvan werd Klaus Bonhoeffer op 1 oktober 1944 gearresteerd. Hij werd vastgezet in de Lehrter Straße-gevangenis in Berlijn, waar de Gestapo een speciale afdeling voor politieke gevangenen had  en op 2 februari 1945 door het Duitse " Volksgerichtshof " ter dood veroordeeld. 
In de nacht van 22 op 23 april 1945, toen Sovjettroepen de oostelijke buitenwijken van Berlijn al bereikten, werd hij samen met Rüdiger Schleicher en andere gevangenen door een speciaal team van de Gestapo naar het executieterrein bij de Lehrter Straße-gevangenis gebracht en gedood met een schotwond in de nek. De enige ooggetuige van deze moorden was Herbert Kosney, die op het laatste moment zijn hoofd wist te bewegen zodat het voor zijn nek bedoelde schot miste. 

## Herdenking
- Het conferentiehotel Lufthansa Seeheim draagt zijn naam sinds 1990.
- Op 14 juni 2015 werd een Stolpersteine gelegd voor zijn voormalige woonadres, Berlin-Westend, Alte Allee 9-11. Deze Stolpersteine werd in november 2015 vervangen door een nieuwe versie.

## Citaten
Ich fürchte mich nicht vor dem Erhängtwerden, aber ich möchte diese Gesichter nie mehr sehen… dieses Maß an Verkommenheit… Ich möchte überhaupt lieber sterben, als diese Gesichter nochmal zu sehen. Ich habe den Teufel gesehen, das werde ich nicht los.— Klaus Bonhoeffer